# Los Flamencos (film)
Los Flamencos is een Vlaamse komische film uit 2013 van regisseur Daniel Lambo. Op 6 september 2013 opende de film het Filmfestival Oostende. De première vond plaats op 7 september 2013 in Turnhout, waar ook de film zelf zich grotendeels afspeelt.

## Verhaal
De drie bejaarde broers Pedro, Carlos en Raoul Fleminckx waren altijd de schrik van Turnhout. Hun moeder, die altijd al eens naar Mexico wilde, maar door een bizar ongeluk om het leven was gekomen toen de drie broers nog jong waren, was er niet in geslaagd om haar zoons hun kwajongensstreken af te leren.
De jongens zijn hun moeder na haar dood nooit vergeten, en zouden haar as graag uitstrooien in Mexico. Het is ze echter nooit gelukt om genoeg geld voor die reis bij elkaar te sprokkelen. Nu hun leven bijna ten einde is, willen ze dan ook nog een laatste keer een grote slag slaan. Ze besluiten een bank te overvallen via de aanpalende woning; een begrafenisonderneming. Na hun dappere poging waarin ze de begrafenisondernemer, de erewacht en het hele politiekorps om de tuin weten te leiden, slagen de broers er uiteindelijk in om de bank te overvallen, en hebben ze genoeg geld om naar Mexico te verhuizen, waar de gebroeders Fleminckx - die zichzelf inmiddels in Los Flamencos hebben omgedoopt - dan toch nog hun moeder een waardige laatste rustplaats kunnen geven.

## Rolverdeling
| Acteur             | Personage        |
| ------------------ | ---------------- |
| Peter van den Eede | Raoul Fleminckx  |
| Herwig Ilegems     | César Fleminckx  |
| Mark Verstraete    | Pedro Fleminckx  |
| Koen De Bouw       | Swiggers         |
| Jonas Van Geel     | Herbert          |
| Sien Eggers        | Linda Van Dam    |
| Ben Segers         | Voster           |
| Philippe Geubels   | priester         |
| Kim Hertogs        | Moeder Fleminckx |
| Steve Geerts       | agent            |
| Eline Kuppens      | verpleegster     |
| Iwein Segers       | Sisse            |

Met gastrollen van Jos Geysels als getuige, Vital Baeken als bankmanager en Wim Helsen.